# Mickey Grimes
Pour les articles homonymes, voir Grimes.
Mickey Grimes (né le 10 octobre 1976) est un athlète américain spécialiste du 100 mètres. 
Sélectionné dans l'équipe des États-Unis lors des Championnats du monde de 2001, à Edmonton, Mickey Grimes participe aux séries du relais 4 × 100 m mais n'est pas retenu pour la finale. Il reçoit néanmoins la médaille d'or au même titre que ses coéquipiers mais l'équipe américaine est finalement déchu de son titre à la suite des aveux de dopage de Tim Montgomery. 
En mars 2003, il remporte le titre du 100 mètres des Jeux panaméricains de Saint-Domingue en 10 s 10, avant de descendre sous la barrière des 10 secondes quelques jours plus tard à Zurich avec 9 s 99. Il termine au pied du podium du 60 mètres lors des Championnats du monde en salle de Budapest, en début de saison 2004 (6 s 55). 
L'Américain est suspendu deux ans de toute compétition athlétique du 18 juillet 2004 au 17 juillet 2006 après avoir fait l'objet d'un contrôle antidopage positif à l'éphédrine lors des Jeux panaméricains de 2003. Il est également déchu de sa médaille d'or.
Ses records personnels sont de 9 s 99 sur 100 mètres (2003) et de 20 s 31 sur 200 mètres (2004).